# Стефан Гладилов
Стефан Несторов Гладилов е български лекар, професор в областта на общественото здраве.

## Биография
Стефан Гладилов е роден на 17 декември 1944 г. в град Велико Търново. Семеен, с една дъщеря. Завършва Първа английска езикова гимназия в София и медицина в Москва. 
Умира в София на 22 юли 2015 г.

## Кариера
Започва кариерата си като лекар-ординатор в Хигиенно-епидемиологична инспекция в гр. Добрич през 1969, където остава до 1973 г. Специализира в Москва през 1972 – 1973, където завършва курсове на СЗО по социална медицина и организация на здравеопазването. Продължава трудовия си път в Министерството на здравеопазването и работи като началник отдел „Планиране на здравеопазването“ (1977 – 1981 г.), директор „Планиране и икономикана здравеопазването“ (1981 – 1984). През 1984 г. започва работа в Медицинска академия и при създаването на катедра „Икономика на здравеопазването“ на Факултета по обществено здраве е неин първи ръководител.
Изпълнява длъжностите гл. експерт на Социалния съвет при Министерски съвет по въпросите на здравеопазването, Генерален секретар на Българския червен кръст (1987 – 2002), консултант на СЗО по планиране и икономика на здравеопазването в работни групи в Дания, Португалия, Филипини, Ямайка, Индия, Малта, Холандия, Швейцария.
Освен в Медицинския университет в София, преподава икономика на здравеопазването в МУ-Плевен и Нов български университет.
Автор на множество научни публикации и съавтор с проф. Евгения Делчева на многократно преиздаваната монография „Икономика на здравеопазването“
През 1979 г. защитава дисертационен труд за придобиване на образователна и научна степен „доктор“ (тогава кандидат на науките) с дисертация на тема „Потребности от санитарно – контролна дейност и кадри за отдел хигиена на труда на хигиенно – епидемиологичните инспекции“. От 1985 г. е старши научен сътрудник ІІ степен (доцент), а от 2005 г. – професор.